# Benito Cereno

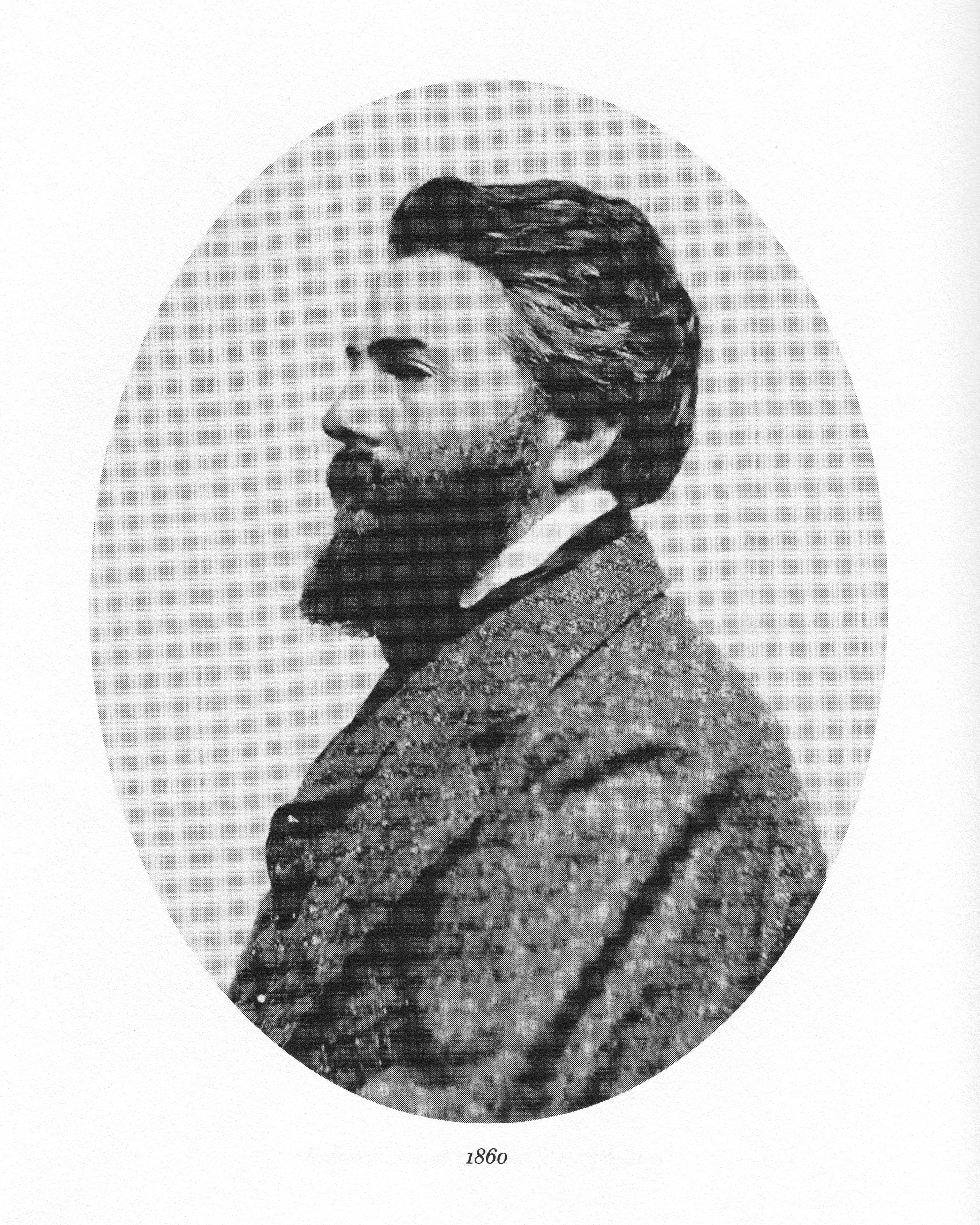
Herman Melville 1860, 5 Jahre nach der Erstveröffentlichung von Benito Cereno

Benito Cereno ist eine Erzählung des amerikanischen Schriftstellers Herman Melville, die erstmals in drei Teilabdrucken im Oktober, November und Dezember 1855 in der Zeitschrift Putnam’s Monthly Magazine veröffentlicht und 1856 zusammen mit fünf anderen kürzeren Erzählungen in einer leicht veränderten Fassung in den Sammelband The Piazza Tales aufgenommen wurde.
Die von der Literaturkritik nach der anfänglich zumeist positiven Aufnahme lange Zeit eher unbeachtete Erzählung gilt aus heutiger Sicht als eines der bedeutendsten kürzeren Prosawerke Melvilles.
Benito Cereno ist die längste unter den Prosa-Kurzformen, die Melville nach dem Erscheinen seines berühmten Romans Moby Dick in den Jahren 1853 bis 1856 veröffentlichte, und besteht aus drei verschiedenen Teilen, die sich im Stil und in der Erzählhaltung auffällig voneinander unterscheiden.
In den drei Teilen des Erzählwerks werden nach und nach die Hintergrundgeschehnisse an Bord eines spanischen Handelsschiffes mit einer Ladung von schwarzen Sklaven enthüllt, das unter dem Kommando des jungen Kapitäns Don Benito Cereno nach einer Meuterei der Sklaven und Ermordung des größten Teils der weißen Matrosen und Offiziere im Jahre 1799 in den vorgelagerten Gewässern der Hafenbucht einer unbewohnten Insel vor der chilenischen Küste in Seenot geraten ist. Als Kapitän Delano, der Kommandant eines amerikanischen Frachters und Robbenfängerschiffes, das in dieser Hafenbucht vor Anker liegt, dem offensichtlich in Not geratenen spanischen Schiff zur Hilfe kommen will, wird von den aufständischen Sklaven an Bord des Handelsschiffes die Illusion erweckt, das Schiff sei durch schwere Stürme vor Kap Hoorn sowie durch Skorbut und eine todbringende Seuche an Bord, die die weiße Besatzung hingerafft habe, in Seenot geraten, befinde sich jedoch noch unter dem Befehl des längst von ihnen entmachteten Kapitäns Benito Cereno.
Die deutsche Erstübersetzung von Richard Kraushaar erschien 1938 unter gleichnamigem Titel im Berliner Herbig Verlag und wurde später ebenso als Lizenzausgabe in zahlreichen Neuauflagen von anderen Verlegern veröffentlicht. Neuere Übersetzungen sind 1987 von Günther Steinig und 2007 von Richard Mummendey erschienen.

## Inhalt
Die von einem namenlosen auktorialen Erzähler geschilderten Ereignisse in der Erzählung werden im ersten Teil überwiegend aus der Sicht des amerikanischen Kapitäns Amasa Delano aus Massachusetts dargeboten, der als Kommandeur der Bachelor’s Delight, eines großen als Frachtschiff fahrenden Robbenfängers, im Herbst 1799 mit einer wertvollen Ladung im Hafen der unbewohnten Insel St. Maria am südlichen Ende der chilenischen Küste vor Anker liegt, um Wasser zu fassen. An einem grauen wolkenverhangenen Morgen mit Schattenbildern, die als „Vorboten älterer tieferer Schatten“ erscheinen, wird Delano von seinem Steuermann auf ein fremdes Schiff ohne Flagge aufmerksam gemacht. Nach Delanos Einschätzung befindet sich dieses Schiff offenbar in Not und treibt mit unkontrollierten Manövern in Richtung auf die Bucht im Hafen viel zu nah an die Küste heran, mit einer gefährlichen Klippe geradewegs auf seinem Kurs.
Gegen den Rat seines Steuermannes lässt Kapitän Delano ein Walboot aussetzen, um mit einigen seiner Matrosen und verschiedenen Vorräten an Bord dem Segelschiff zur Hilfe zu eilen und dessen Kommandanten zu unterstützen. Bei der Annäherung an das fremde Schiff wird Delano klar, dass es sich um einen spanischen Kauffahrer handeln muss, der offenbar neben anderer wertvoller Fracht eine Ladung schwarzer Sklaven befördert. Das große, einstmals prachtvolle Schiff befindet sich in einem desolaten Zustand mit überall sichtbaren Zeichen der Vernachlässigung. Rundhölzer, Takelage und große Teile des Schanzkleides sind völlig heruntergekommen; die Segel sind zerfetzt; auch die Aufbauten sind verfallen. Eine Galionsfigur oder Verzierung am Bug ist nicht mehr zu erkennen, da das Schiff vorne mit Segeltuch abgedeckt worden ist. Unter dem Segeltuch kommt bei näherer Sicht eine in ungelenken Buchstaben hingepinselte Inschrift in spanischer Sprache zum Vorschein: „Seguid vuestro jefe“ (dt.: „Folgt eurem Führer“); an der Bordwand ist in verblichenen Buchstaben der Name des Schiffes angeschrieben: San Dominick.
Beim Betreten des Schiffes fällt Delano sofort die Disziplinlosigkeit und das heillose Durcheinander unter den Schwarzen an Bord auf, die mit lauter Stimme und Schmerzensschreien von ihrem Leiden berichten: Vor Kap Hoorn seien sie mit knapper Not einem Schiffbruch entgangen und tagelang in eine Flaute geraten; die Essens- und Wasservorräte seien zur Neige gegangen und Skorbut und ein bösartiges Fieber hätten nahezu der gesamten spanischen Besatzung den Tod gebracht. Die scheinbar mit Arbeiten am Tauwerk und anderen Ausbesserungen oder Reinigungsarbeiten beschäftigten Sklaven verhalten sich allerdings ebenso wie die schwarzen Beilpolierer äußerst merkwürdig; ihre Tätigkeiten entsprechen kaum der üblichen Arbeitsweise. Das Treiben auf dem Schiff erscheint nicht nur seltsam, sondern zugleich auf eine gewisse Weise unwirklich.
Als Kapitän Delano schließlich in dem Getümmel den spanischen Kommandeur des Schiffes namens Benito Cereno findet, scheint diesen die allgemeine Auflösung der Schiffsordnung und das Leiden der Menschen an Bord nicht weiter zu berühren oder sogar, wie Delano zunächst den Eindruck hat, nicht einmal unlieb zu sein.
Dennoch hält Delano es für möglich, dass der jugendlich wirkende, vornehm aussehende und auffallend üppig gekleidete Kapitän des Schiffes die Lage der Dinge an Bord nicht mehr unter Kontrolle habe und es aufgegeben habe, für Ordnung und Disziplin zu sorgen. Cereno wirkt sehr verschlossen; sein Gesicht ist von den Spuren schlafloser und sorgenvoller Nächte gezeichnet und sein körperliches Leiden ist unverkennbar. Cerenos Ausdruck ist traurig und verzagt; auf seinen Besucher und dessen Hilfsangebot reagiert ohne jegliche Freude mit steifen, förmlichen Dankesworten.
Neben Cereno steht ein kleinwüchsiger Schwarzer namens Babo, den Delano für den Leibdiener des spanischen Kapitäns hält. Dieser weicht nicht von seiner Seite und lässt den Kommandanten keinen Augenblick aus den Augen; Delano glaubt darin ein bemerkenswertes Wohlverhalten und eine liebevolle Besorgtheit des schwarzen Dieners seinem Herrn gegenüber zu erkennen.
Trotz seines überaus unfreundlichen Empfangs und seines Unbehagens an Bord des spanischen Schiffes sieht Kapitän Delano die große Gefahr, in der der spanische Segler und dessen Mannschaft sich befinden. Er lässt daher die in seinem Walboot mitgebrachten Vorräte an Bord bringen und befiehlt nicht zuletzt aus Mitleid seinen Leuten zurückzurudern, um so viel Wasser und Nahrungsvorräte wie möglich zu holen, da das heruntergekommene spanische Schiff in der herrschenden Windflaute weiter seewärts zu treiben droht.
Als er allein an Bord zurückbleibt, fallen dem amerikanischen Kapitän zahlreiche weitere Merkwürdigkeiten auf. Er fragt sich, ob die Misswirtschaft auf dem spanischen Schiff auf die augenscheinliche Erschöpfung und Energielosigkeit des jungen Kapitäns Benito Cereno zurückzuführen sei, der das Hilfsangebot und den Rat seines amerikanischen Berufsgenossen ohne ersichtliche Freude scheinbar hoffnungslos zur Kenntnis nimmt. In den Wänden aus Eichenholz eingesperrt scheint er an seinen Kommandoposten gefesselt; er starrt ziellos vor sich hin, beißt sich auf die Lippen und nagt an seinen Fingernägeln. Für Delano sieht er in seinem unsteten, schwermütigen und krankhaften Gemütszustand nur noch wie Haut und Knochen aus; seine Stimme ist einzig ein raues Flüstern und klingt, als ob er nur mit halber Lunge atme. Der Leibdiener Babo folgt dem hilflos Einherwankenden auf Schritt und Tritt – wie Delano meint, in großer Sorge. Der amerikanische Kapitän sieht in Babos Handreichungen eine übergroße Fürsorglichkeit, gleichsam eine Art besonderer Brüderlichkeit. Er erinnert sich daran, dass durch eine solche besondere Gabe die schwarzen Kammerdiener den Ruf erlangt hätten, die angenehmsten Diener der Welt zu sein, denen ihr Herr nicht von oben herab zu begegnen brauche, sondern sie wie nahestehende Vertrauenspersonen oder treuergebene Familienangehörige behandeln könne.
Dennoch kann er trotz Babos Wohlverhalten das laute und störrische Treiben der Schwarzen an Bord und deren Disziplinlosigkeit nicht übersehen. Ebenso wenig ist er in der Lage, die geradezu unfreundliche Gleichgültigkeit des Kapitäns Don Benito und dessen übellaunige Geringschätzung der Schiffsbesatzung zu verstehen, die dieser nicht einmal ansatzweise zu verbergen versucht. In seiner Nächstenliebe und Menschenfreundlichkeit schreibt der amerikanische Kapitän, wie der Erzähler vermerkt, dies jedoch den Auswirkungen der Krankheit Cerenos zu. Mit Ausnahme der Berichte seines treuen Leibdieners hört Kapitän Cereno die fälligen Rapporte der Besatzungsmitglieder nur mit Desinteresse und Ungeduld an und begreift die Berichterstattungen als unerwünschte Störungen. Soweit ein Befehl seinerseits erforderlich ist, überlässt er das Kommando zu Delanos großem Erstaunen stets seinem Leibdiener Babo, der ständig von einer Schar von Botenjungen, sowohl junger Spanier als auch schwarzer Sklaven, in Rufweite umgeben ist.
Mehr und mehr fallen Delano die Demoralisierung und die groben Verstöße nicht nur gegen die allgemeine Disziplin, sondern auch gegen den menschlichen Anstand an Bord des spanischen Schiffes auf; er erklärt sich die fehlende Zucht und Ordnung jedoch durch die Abwesenheit der Deckoffiziere.
Da es ihn zunehmend drängt, die näheren Begleitumstände der Unglücksfahrt des spanischen Schiffes in Erfahrung zu bringen, entschließt er sich, Don Benito um ein vertrauliches Gespräch unter vier Augen zu bitten, wobei er diesem gegenüber noch einmal seine Teilnahme und Hilfsbereitschaft zum Ausdruck bringt.
Cereno weist ihn zunächst stammelnd ab, lässt sich auf Drängen Delanos hin dann jedoch auf ein Gespräch auf dem hinteren Schiffsdeck an einem allgemein nicht zugänglichen Ort ein, allerdings nur in Anwesenheit seines schwarzen Leibdieners Babo. Cereno berichtet von dem Beginn der Seefahrt 189 Tage zuvor von Buenos Aires aus nach Lima in Peru, mit gemischter wertvoller Fracht, fünfzig spanischen Matrosen und Offizieren sowie über 300 Schwarzen an Bord, von denen nur 150 die Überfahrt überlebt hätten. Nach einem schweren Sturm vor Kap Hoorn habe er drei Offiziere und fünfzehn Mitglieder der Besetzung verloren und das Schiff sei zudem schwer beschädigt worden. Um in der darauffolgenden Flaute sein Schiff zu erleichtern und wieder an Fahrt zu gewinnen, habe er sich des größten Teils der Wasservorräte entledigt.
Als Don Cereno seinen Bericht fortsetzen will, unterbricht ihn ein Hustenanfall; sein Diener zieht, wie Delano glaubt, ein stärkendes Mittel aus der Tasche und drückt es Cereno an die Lippen. Dieser fährt mit seinem Bericht fort, nun aber stockend und abschweifend oder unzusammenhängend. Sein Diener Babo liefert ihm die Stichworte für die Fortsetzung seiner Erzählung: die Seuche nach dem Sturm, der Skorbut, die sterbenskranken, dahinsiechenden Matrosen, die Unmöglichkeit, das Schiff auf Kurs zu halten und nicht zuletzt das aufgrund des fehlenden Trinkwassers einsetzende bösartige Fieber, das nahezu den gesamten Rest der Mannschaft und die übrig gebliebenen Offiziere dahingerafft habe. Seitdem sei es nicht mehr gelungen, einen Hafen anzulaufen; man habe täglich mehr und mehr Tote zu beklagen gehabt. Nur dank der schwarzen Sklaven habe der Rest der Besatzung es überhaupt geschafft, in den widrigen Winden und Strömungen zu überleben. Der Eigentümer der schwarzen Sklaven, Don Alexandro Aranda, der ebenfalls der Fieberepidemie zum Opfer gefallen sei, habe ihm geraten, diese von ihren Fesseln zu befreien; besonderen Dank schulde er jedoch seinem Diener Babo.
Anerkennend lobt auch Kapitän Delano die besondere Treue des schwarzen Dieners; zwischen Don Cereno und Babo scheint für Delano ein besonderes Vertrauensverhältnis und eine Ranggleichheit zu bestehen. Einzig in der Bekleidung der beiden gibt es Unterschiede. Überraschend an Cerenos Bericht ist für Kapitän Delano aufgrund seiner eigenen Erfahrung als Seemann jedoch die von Cereno behauptete lang andauernde Windstille und das ziellose Treiben des Schiffes. Es drängt sich ihm der Verdacht auf, dass die Unglücksfahrt auf ungenügende seemännische Fähigkeiten und fehlerhafte Navigation des jungen spanischen Kapitäns zurückzuführen sei. Delano artikuliert diese Vermutung jedoch nicht offen, sondern bietet Cereno stattdessen voller Mitgefühl nicht nur die Bereitstellung von Essens- und Wasservorräten an, sondern auch Hilfe bei der Instandsetzung der Segel und der Takelage. Außerdem erklärt er sich bereit, seine besten Leute zur Unterstützung bei der Navigation an Bord des spanischen Schiffes zu bringen, damit dieses ohne Verzug seinen Bestimmungshafen erreichen könne.
Bevor Cereno antworten kann, nimmt ihn jedoch sein Diener beiseite; angeblich sei die momentane Aufregung nicht gut für Don Cereno. Als dieser zurückkehrt, ist das kurze Aufflackern von Hoffnung in ihm wieder erloschen. Auf Deck wird der Lärm der Beilputzer immer lauter; auf den unteren Decks beobachtet Kapitän Delano, wie ein schwarzer Junge nach einem Streit mit einem Messer auf einen jungen Spanier einsticht, ohne dass Kommandant Cereno einschreitet und den Täter bestrafen lässt. Stattdessen spielt er den Angriff auf den Spanier trotz dessen schwerer Verwundung als bloßen Jungenstreich herunter.
Kapitän Delano wird aufgrund der unverständlichen Nachsicht und offensichtlich vollständig fehlenden Autorität des spanischen Kommandanten angesichts weiterer besorgniserregender Ereignisse an Bord des spanischen Schiffes, wie beispielsweise das Niedertrampeln eines der spanischen Matrosen durch zwei Schwarze, zunehmend misstrauischer, schwankt jedoch immer wieder in seiner Beurteilung der Lage auf dem Schiff zwischen einer verständnisvollen Beurteilung der Vorgänge und dem Verdacht, etwas könne nicht stimmen. Zudem scheinen die wenigen verbliebenen spanischen Matrosen ihm heimlich Zeichen zu geben, deren Bedeutung er jedoch nicht einzuschätzen vermag. Zugleich kommen ihm offenbar mehrdeutige Bemerkungen der wenigen verbliebenen weißen Matrosen zu Ohren, deren Sinn er ebenso wenig entschlüsseln kann.
Beunruhigt wartet er schließlich auf die Rückkehr seines Bootes. Als dieses endlich die San Dominick erreicht, kommt es zu weiteren mysteriösen, teilweise bedrohlich erscheinenden Vorfällen beim Entladen und Verteilen der Wasser- und Essensvorräte. Schwankend zwischen Argwohn und einem Gefühl der Bedrohung einerseits und einem menschenfreundlichen Mitgefühl für den spanischen Kapitän und Betroffenheit über das Schicksal der Menschen an Bord des Schiffes andererseits versucht Delano weiterhin, beschönigende oder verständnisvolle Erklärungen für die seltsamen Vorgänge auf dem spanischen Schiff zu finden, um sein Gefühl der Unbehaglichkeit zu verdrängen. Noch einmal schickt er in seiner Menschenfreundlichkeit und seinem Mitleid das Walfangboot zurück, um zusätzliches Wasser zu holen.
Nach dem erneuten Wegrudern des Bootes bemüht Delano sich darum, sein Gespräch mit Don Cereno fortzusetzen. Dessen Antworten auf seine Nachfragen bleiben jedoch weiterhin zögerlich oder ausweichend, teilweise sogar widersprüchlich. Schließlich erinnert Babo Kapitän Cereno daran, dass es Zeit für seine Rasur sei, worauf dieser mit einem Aufschrecken reagiert.
Der Leibdiener bietet Kapitän Delano an, seinen Herrn und ihn während der Rasur in die Messe zu begleiten und dort das Gespräch fortzusetzen. Die Messe erweist sich als eine hüttenartige Dachkammer und als Schlafsaal ohne ordentliches Mobiliar. Der Raum befindet sich über der darunterliegenden Kapitänskajüte und ist mit einem provisorischen Barbierbecken ausgestattet, das aus Delanos Blickwinkel wie ein Folterwerkzeug aussieht. Beiläufig erfährt Delano, dass Kapitän Cereno in diesem Raum ebenfalls schlafe, seit das Wetter mild sei.
Als der schwarze Kammerdiener mit der Rasur beginnt, sinniert Delano darüber, dass in der Natur des Schwarzen etwas liege, dass ihn in besonderem Maße für persönliche Hilfs- und Dienstleistungen geeignet mache. Die meisten Schwarzen seien die geborenen Kammerdiener und Friseure. Sie hätten zu Kamm und Bürste ein ebenso natürliches Verhältnis wie zu den Kastagnetten und würden diese mit derselben Begeisterung handhaben; im Umgang mit diesen Werkzeugen zeichne sie ein hoher Grad an Gewandtheit und Feinfühligkeit aus. Hinzu käme ihre Gelehrigkeit, die Zufriedenheit ihrer beschränkten Gemüter und ihre blinde Ergebenheit.
Delano beobachtet neugierig den Vorgang der Rasur; ein weiteres Gespräch mit Cereno findet nicht mehr statt, da diesem daran nicht mehr gelegen zu sein scheint.
Babo tunkt die Seife in eine Schale mit Salzwasser, seift jedoch nur die Oberlippe und die Partie unterhalb der Kehle Cerenos ein. Sodann wählt er das schärfste unter den vorhandenen Messern und schärft es noch einmal nach, indem er es über die Haut seines Handballens zieht. Als er in vorgebeugter Haltung mit dem Rasiermesser in der erhobenen Hand eine Bewegung macht, als wolle er beginnen, zuckt Kapitän Cereno nervös zusammen und sein fahles Aussehen wirkt noch krankhafter. Für den amerikanischen Kapitän hat die ganze Szene etwas Eigentümliches; er kann den Eindruck nicht unterdrücken, dass er in dem Schwarzen einen Kopfabschneider und in Cereno einen Mann auf dem Block erblicke. Trotz einer humorvollen, aufheiternden Bemerkung Delanos sieht dieser den spanischen Kapitän leise zittern.
Als Delano nochmals sein Erstaunen darüber zum Ausdruck bringt, dass die Fahrt des spanischen Kapitäns von Kap Hoorn nach St. Maria über zwei Monate gedauert habe, während er selber nur zwei Tage für die gleiche Route benötigt habe, kann Cereno sein Aufwallen und Erschrecken nicht unterdrücken. Dabei fährt Babos Messer in seine Haut und der Seifenschaum färbt sich blutig. Delano erklärt sich diesen Vorfall durch eine vorübergehende Unsicherheit Babos. Im Anschluss ermutigt Babo seinen Herrn, dem amerikanischen Kapitän doch weiter von der Fahrt zu berichten, während er das Messer neu aufziehe. Daraufhin wiederholt Cereno die zuvor dargebotene Geschichte von der Flaute und den hartnäckigen Strömungen aufs Neue, verbunden mit Lobsprüchen über die schwarzen Sklaven an Bord.
Delano glaubt in dem Verhalten des spanischen Kapitäns etwas Zweideutiges wahrzunehmen und kann sich nicht des Verdachtes einer bewussten Täuschung oder eines verabredeten Schauspiels für ihn erwehren, ist jedoch nicht in der Lage, die Zeichen richtig zu deuten oder eine plausible Erklärung zu finden.
Als Delano Kapitän Cereno während des Essens um eine Fortsetzung des Tischgesprächs ohne Anwesenheit seines Kammerdieners bittet, lehnt dieser ebenso bestimmt wie brüsk ab. Gleichfalls weist er eine freundliche Einladung Delanos entschieden zurück, zur Erwiderung der genossenen Gastfreundschaft einen Kaffee an Bord der Bachelor’s Delight mit ihm zu trinken, zumal der Wind wieder eingesetzt habe und die San Dominick sich in Richtung auf die Bachelor’s Delight bewege. Das Gespräch verläuft mehr und mehr zugeknöpfter und die Gesprächsatmosphäre wird deutlich angespannter; auch ist der schwarze Kammerdiener die ganze Zeit zugegen, obwohl Delano gerne ein Gespräch mit Cereno unter vier Augen führen möchte.
Als Kapitän Delano schließlich die San Dominick mit Hilfe eines von ihm beauftragten Lotsen in der Nähe seines Schiffes bringen lässt und es dort sicher verankert weiß, klettert er in das mittlerweile zurückgekehrte Walfangboot der Bachelor’s Delight, um sich wieder auf sein eigenes Schiff zu begeben. In diesem Moment springt Don Benito, der sich beim Abschied auf Deck befand, unvermittelt über das Schwanzkleid seines Schiffes und fällt Kapitän Delano in dem Beiboot vor die Füße. Drei weitere spanische Matrosen springen ebenfalls ohne Verzug ins Wasser und schwimmen ihrem Kapitän hinterher, verfolgt von Babo und einer Meute schwarzer Sklaven.
Babo, dem es ebenfalls gelingt, in das Walfangboot zu springen, versucht Don Cereno mit einem Dolch zu erstechen, wird daran jedoch von Delano und dessen Mannschaft gehindert. Auch ein weiterer Versuch Babos, Don Benito mit einem zweiten Dolch zu töten, misslingt. Die spanischen Matrosen, die sich zwischenzeitlich an das Walfangsboot angehängt haben, werden von der Mannschaft Kapitän Delanos gerettet. Diesem wird nun klar, dass es an Bord der San Dominick zuvor einen Aufstand und eine Meuterei der schwarzen Sklaven gegeben haben muss. Die aufständischen Schwarzen, die die spanischen Matrosen und Offiziere umgebracht haben, haben einzig ein Schauspiel aufgeführt, in dem Don Cereno als Kommandant nur vermeintlich die Befehlsgewalt innehatte, um Kapitän Delano zu täuschen, während dieser sich an Bord des spanischen Schiffes aufhielt.
Die wenigen überlebenden weißen Matrosen, die sich nach der Flucht Cerenos noch an Bord der San Dominick befinden, klettern die Takelage hinauf, um sich vor den mörderischen Angriffen der schwarzen Sklaven in Sicherheit zu bringen. Auf Kapitän Delanos Befehl hin wird die San Dominick unter dem Kommando seines Obersteuermanns verfolgt und unter Beschuss genommen; die den anschließenden Kampf und die Schussverletzungen überlebenden schwarzen Sklaven werden nach der Rückeroberung der San Dominick in Haft genommen und in Ketten gelegt.
Während der Verfolgung und des Beschusses der San Dominick fällt auch das Segeltuch, mit dem das Vorderschiff verdeckt worden war, und enthüllt das dort aufgehängte Skelett von Alexandro Aranda, dem Eigentümer der Sklaven, das im einfallenden Mondlicht einen riesenhaften gerippten Schatten auf das Wasser wirft. Don Aranda war nicht, wie behauptet, dem Fieber zum Opfer gefallen, sondern ebenso wie die spanischen Matrosen und Offiziere von den Sklaven zuvor umgebracht worden.
Babo, der Anführer der aufständischen Sklaven, wird von Kapitän Delano am Leben erhalten und im Laderaum seines Schiffes in Eisen gelegt. Nachdem die beiden Schiffe nach Ausbesserungsarbeiten sicher in Lima in Peru eingelaufen sind, wird Babo dem dortigen Gerichtshof übergeben. Die gerichtliche Untersuchung und Aufklärung der Vorfälle auf dem Schiff des spanischen Kapitäns Benito Cereno liefert danach, wie den Gerichtsakten zu entnehmen ist, den sicheren Beweis und die eindeutige Bestätigung, dass nicht Stürme oder Epidemien den Tod der weißen Besatzung verursacht haben, sondern dass diese von den Sklaven nach einem Aufstand ermordet wurde.
Babo als ihr Anführer wird sechs Monate später hingerichtet, nachdem er in dem Gerichtsverfahren gegen ihn kein einziges Wort zu seiner Verteidigung vorgebracht hat. Sein Leichnam wird anschließend mit Ausnahme des Kopfes verbrannt, der auf einer Stange befestigt auf der Plaza in Lima zur Schau gestellt wird – in Richtung auf die Kirche des St. Bartholomäus weisend, wo die heimgebrachten Gebeine von Alexandro Aranda ruhen.

## Erzählweise und Bedeutung
Die Erzählung besteht aus drei verschiedenen Teilen, die sich in ihrer jeweiligen Stil- und Erzählhaltung deutlich voneinander unterscheiden. Der erste, längere Teil enthält eine breit ausgeführte, szenisch-dramatische Darstellung des auktorialen Erzählers, die eng an die Perspektive des amerikanischen Schiffskapitäns Amasa Delano gebunden ist. In ihrem zweiten Teil ist die Erzählung wesentlich gedrängter und stellt im Wesentlichen die Zeugenaussage des spanischen Kapitäns Benito Cereno vor dem peruanischen Gericht in Lima dar. Die Vorgänge werden hier aus dem Blickwinkel der Titelfigur dargeboten; durch eine gezielte Auswahl der Schilderungen aus der Sicht des spanischen Kapitäns und durch die entpersönlichte Gerichtssprache erscheint die Perspektive Don Cerenos als objektiviert. Der sehr kurze Schlussteil, der zunächst Delano und Cereno in einem offenen Gespräch konfrontiert, zeigt in diesen Passagen eine gleich große Erzähldistanz zu den beiden Protagonisten der Geschichte. Abschließend werden die Folgen der Vorgänge an Bord der San Dominick aus noch größerer Distanz zu den beiden Hauptfiguren geschildert.
Bereits am Ende des ersten Teils der Geschichte ist eine Verschiebung der Erzählperspektive festzustellen, die sich schließlich bei der Eroberung des spanischen Schiffes allmählich von der Sicht des amerikanischen Kapitäns löst und auf den Erzähler als auktorialen Chronisten übergeht. Dieser lässt unter größter Zurückhaltung ausschließlich einige wenige Vorbemerkungen und eine verbindende Einleitung in den zweiten Teil der Erzählung einfließen.
Angesichts der mehrfach wechselnden Perspektive fällt auf, dass der Standpunkt der schwarzen Sklaven an keiner Stelle direkt zum Ausdruck kommt, sondern sich nur indirekt aus deren Handlungen sowie aus Cerenos Bericht vom Leser erschließen lässt.
Am Ende der Erzählung wird jedoch mit einer gezielten Andeutung hervorgehoben, dass es insbesondere um die soweit nur implizierte Sichtweise der Schwarzen geht: Sogar nach seiner Hinrichtung blickt der auf einer Stange zur Schau gestellte Kopf des schwarzen Anführers der Sklavenmeuterei, den der Erzähler metaphorisch als „Bienenstock an Scharfsinn und List“ beschreibt, furchtlos und herausfordernd den Weißen und ihrer Kirche ins Auge. Melville nutzt damit in Benito Cereno jene method of indirection virtuos und überaus wirkungsvoll, die er in Billy Budd wesentlich theoretischer fordert, dort aber nur zaghaft anwendet.
Zu den grundlegenden sprachlich-strukturellen Gestaltungsmitteln, mit denen dieser stille indirekte Bezugspunkt für den Leser herausgestellt wird, zählt im ersten Teil der Erzählung vor allem die Verwendung von Ironie. Diese fällt am deutlichsten im plot selber auf: Nur aufgrund seiner hartnäckigen Selbsttäuschung und leichtfertigen, stumpfsinnigen Ahnungslosigkeit gelingt es Delano, sich aus dem Konflikt und der Auseinandersetzung mit der bedrohlichen Wirklichkeit herauszuhalten und auf diese Weise sein eigenes Leben zu retten. Delano wird damit von Melville als eine Art „amerikanischer Adam“, wie ihn R. W. B. Lewis in seinem 1955 erschienenen Werk The American Adam: Innocence, Tragedy and Tradition in the 19th Century beschreibt, oder auch als parzivalähnlicher tumber tor dargestellt, der in seiner unschuldigen Unerfahrenheit nichts von der Welt weiß oder versteht, bis zum Schluss immer wieder die falschen Fragen stellt, nichts dazulernt und letztlich niemanden erlösen kann – ungeachtet der Tatsache, dass er nicht zuletzt aufgrund eines glücklichen Zufalls sein eigenes Leben und das Cerenos rettet.
Diese Ironie der Situation besteht vor allem in der spannungsreichen Diskrepanz zwischen Delanos beschränkter Wahrnehmung sowie seinen irrigen Schlussfolgerungen oder Annahmen einerseits und den tatsächlichen Machtverhältnissen an Bord des spanischen Schiffes andererseits, die von Babo und seinen Gefolgsleuten durch ein gewagtes Schauspiel und eine riskante Charade verschleiert werden.
Die Mystifizierung, die Melville in Anlehnung an die Praktiken des englischen Schauerromans hier möglicherweise über Gebühr genussvoll ausnutzt oder sogar bis zum Zerreißen strapaziert, zeigt sich zugleich in seiner Anreicherung der Erzählung mit einer Reihe symbolträchtiger, teils gleichsam opernhaft ausfallender Szenen und Episoden, die kunstvoll eingeflochten werden – wenngleich mitunter am Rande der Gefahr, zum Selbstzweck auszuarten.
Das Hauptanliegen dieser erzähltechnischen tour de force liegt durchgängig in der dramatischen Selbstenthüllung des Wesens und der Geisteshaltung des amerikanischen Kapitäns Delano aus Massachusetts, der ein jedes Denken oder Handeln, das nicht durch einen großzügigen Optimismus gekennzeichnet ist, bei sich und allen anderen als moralische Schwäche ablehnt.
Mit dieser von Melville in Benito Cereno als konstitutivem Element genutzten, perspektivischen Erzähltechnik greift er zugleich auf eine narrative Methode voraus, die Henry James Ende des 19. Jahrhunderts in seinen Werken weiterentwickelt und zur Vollendung bringt.
Unmissverständlich charakterisiert Melville den Amerikaner in diesem Sinne bereits zu Beginn der Erzählung, deutet jedoch durch ein sarkastisches Understatement an, wie diese Haltung einzuschätzen ist:
„To Captain Delano’s surprise, the stranger, viewed through the glass, showed no colors; though to do so upon entering a haven, however uninhabited in its shores, where but a single other ship might be lying, was the custom among peaceful seamen of all nations. Considering the lawlessness and loneliness of the spot, and the sort of stories, at that day, associated with those seas, Captain Delano’s surprise might have deepened into some uneasiness had he not been a person of a singularly undistrustful good-nature, not liable, except on extraordinary and repeated incentives, and hardly then, to indulge in personal alarms, any way involving the imputation of malign evil in man. Whether, in view of what humanity is capable, such a trait implies, along with a benevolent heart, more than ordinary quickness and accuracy of intellectual perception, may be left to the wise to determine.“
(Deutsche Übersetzung: „Zu Kapitän Delanos Überraschung zeigte das fremde Schiff, mit dem Glas beobachtet, keine Flagge, obwohl es, selbst an unbewohnter Küste, unter friedlichen Seeleuten aller Länder allgemein üblich war, beim Anlaufen eines Hafens, in dem ja immerhin ein fremdes Schiff liegen konnte, seine Farben zu zeigen. An diesem gottverlassenen Fleck herrschte freilich weder Gesetz noch Ordnung, und da man sich überdies von jener Gegend des Weltmeers dazumal allerlei düstere Geschichten erzählte, so hätte sich Kapitän Delanos Überraschung leicht zu einem unbehaglichen Gefühl vertiefen können, wenn er nicht, als ein von Natur gutartiger, allem Mißtrauen abholder Mensch, ganz außerstande gewesen wäre, sich – außer bei ungewöhnlich wichtigem und nachdrücklichem Anlaß und auch dann nur ungern – persönlich beunruhigen zu lassen, was ja immer darauf hinausläuft, daß man bei seinen Mitmenschen Bosheit und Tücke voraussetzt. Denkt man daran, wessen die Menschheit alles fähig ist, so muß man sich freilich fragen, ob ein solcher Wesenszug, gepaart mit Herzensgüte, überhaupt noch vereinbar ist auch nur mit der gewöhnlichsten Behendigkeit und Schärfe des wägenden Verstandes – aber darüber mögen sich andere den Kopf zerbrechen.“)
Für den Leser ist es an dieser Stelle wenig verwunderlich, dass Delano die drohende Gefahr mit „einem unheilvollen Zucken in den Waden“ zwar physisch registriert, sie jedoch sofort wieder aus seinem Bewusstsein verdrängt.

## Interpretationsansatz
Der oberflächliche Optimismus Delanos, wie er bereits zu Beginn der Geschichte durch die eingesetzte Erzähltechnik angedeutet wird, zeigt sich als integrativer Teil seiner Persönlichkeit ebenso in seiner Haltung den schwarzen Sklaven gegenüber. Trotz teilweise abweichender Beobachtungen oder Wahrnehmungen tauchen in dem Strom seiner Empfindungen den Schwarzen gegenüber immer wieder vom Erzähler wohl platzierte Streiflichter über die Sklaven auf, die nicht nur seine naive Vorstellungswelt beleuchten, sondern insbesondere seine klischeehafte Verharmlosung der in ihrem Wesen seiner Ansicht nach grundsätzlich andersartigen Schwarzen ironisch untermalen. Als Delano beispielsweise die axtschleifenden Ashantis beobachtet, meint er in deren Treiben das besondere Bemühen zu erkennen, mußevoll „Arbeit und Zeitvertreib“ zu vereinen; in Babos Besorgtheit um seinen Herrn sieht er die Anhänglichkeit eines „Schäferhundes“.
Obwohl ihm in dem allgemeinen Durcheinander Dinge auffallen, die ihm durchaus zu denken geben, wie etwa die „weniger großzügigen Züge der Neger“, erklärt er diese Beobachtungen, die der Wahrheit sehr nahekommen, vorschnell durch das erlebte Unbill der betroffenen Schwarzen und stilisiert Babo zu einem treuergebenen Gefährten. Allerdings beziehen sich seine Vorstellungen von Treue (fidelity) im Hinblick auf Babo und Vertrauen (confidence) im Hinblick auf Cereno stets auf die von ihm als naturgegeben angenommene Unterordnung von Herr und Sklave. Diese Unterstellung Delanos äußert sich mit einer Selbstverständlichkeit an anderer Stelle ebenso in seinem scherzhaft gemeinten Angebot, Babo seinem spanischen Herrn für 50 Dublonen abzukaufen.
Neben seiner romantischen Verklärung der Dienerrolle des schwarzen Sklaven ist sein Denken gleichermaßen durch die verbreitete Klischeevorstellung des edlen Wilden geprägt, beispielsweise als er einige schwarze Frauen mit ihren Kindern wie Waldrehe auf Deck lagern sieht. Delanos Beobachtungen werden auch an dieser Stelle ironisch gebrochen mit dem unterlegten Bilderparadox von Leopardin und Taube; die Ironie enthält zugleich die Vorausdeutung darauf, dass Delanos Klischee vom Roussaueschen noble savage ebenso wie jenes vom devoted companion sehr bald von innen heraus gesprengt werden wird.
Delanos gedankenlos romantisierende Anschauung der Schwarzen findet ihre Kehrseite in seiner im Erzähltext noch wesentlich eingehender dargestellten Geringschätzung der Intelligenz der Sklaven. An mehreren Stellen betrachtet er die schwarzen Sklaven als „zu dumm“ für das Erfinden böser Intrigen oder Ränke; aufgrund ihrer seines Erachtens fehlenden Intelligenz glaubt er sogar, dass sie noch nicht einmal in der Lage seien, mit verdächtigen Spaniern zu paktieren, um denkbare üble Pläne in die Tat umzusetzen. Intelligenz und eine daraus resultierende entschlossene Bösartigkeit erscheinen ihm gleichsam als das Privileg des weißen Mannes; der Schwarze wird von ihm dagegen als geborener Leibdiener mit der charakteristischen Gabe einer unerschütterlich guten Laune und natürlichen Heiterkeit apostrophiert.
Als Delano im Anschluss an die Rasierszene auf dem Schiffsdeck dem irrigen Eindruck unterliegt, Cereno habe angeblich Babo nach dem Rasieren eine Verletzung zugefügt, bemerkt er zu sich selbst: „Ah, this slavery breeds ugly passions in man - Poor fellow!“ (dt.: „Ich sag‘s ja: das Sklavenhalten macht die Menschen schlecht und niederträchtig. Der arme Kerl!“). Auch in dieser Passage wird die ironische Untermalung und Brechung von Delanos Sichtweise ein weiteres Mal überdeutlich, da seine Feststellung an sich völlig richtig ist, hier indes auf die falsche Person, nämlich auf Don Cereno, gemünzt ist.
Wird Delano in der Erzählung einerseits als großzügig und demokratisch oder liberal denkender Amerikaner charakterisiert, so betrachtet er andererseits die Schwarzen mit einer ambivalenten Mischung aus Romantisierung und Geringschätzung. Wie aus seinen zahlreichen Vergleichen mit Tieren und insbesondere mit Hunden zu entnehmen ist, sind die schwarzen Sklaven für ihn ungeachtet seiner aufgeschlossenen Grundeinstellung nach guter alter Sklavenhalterart in erster Linie gutmütige Haustiere.
Erst die plötzliche Aufdeckung des Sklavenaufstandes verdeutlicht schlagartig Delanos tiefsitzenden Irrtum; die tatsächlichen faktischen Hintergründe der Sklavenmeuterei sind jedoch im gesamten ersten Teil der Geschichte der ständig präsente erzählerische Bezugspunkt für das Denken und die gut gemeinten, aber irrigen Schlussfolgerungen des in seiner Naivität arglosen Amerikaners.
Seine gänzlich verflachte Sicht der Realität zeigt sich nicht nur in der völligen Verkennung der Lage des Schwarzen, sondern wird in weniger krasser Form ebenfalls in seiner Haltung dem spanischen Kapitän gegenüber deutlich. Wenn er stets aufs Neue das Leiden und die Entbehrungen Cerenos als mögliche Erklärung für dessen Auftreten und Verhalten heranzieht, ist er zwar in dieser Hinsicht nicht sehr weit von der eigentlichen Wahrheit entfernt, irrt sich jedoch völlig im Hinblick auf die spezifischen, wie er meint verräterischen, Beweggründe Cerenos.
Im Gegensatz dazu liegt er jedoch nicht völlig falsch, was die Anlagen des Menschen an sich angeht. Das wiederholte Auftauchen seiner Befürchtungen über grundsätzlich denkbare bösartige Motive im menschlichen Verhalten überhaupt zeigt, dass Delano vermutlich mehr über die menschliche Natur weiß, als er selbst wahrhaben will. Sein unbedingter Optimismus ist auf diesem Hintergrund eindeutig als eine Flucht vor der Anerkennung der Realität zu verstehen; er zieht den schönen Schein dem Erkennen der tatsächlichen Wirklichkeit vor.
Delanos Schiff trägt nicht nur zufälligerweise den Namen Bachelor’s Delight; darin verbirgt sich Melvilles eigene Chiffre: Delano ist der unerfahrene „bachelor“ (dt.: „Junggeselle“), der nicht bereit ist, sich die dunkle Seite der Welt einzugestehen, die sein „delight“, das heißt, sein argloses Wohlgefallen und Vergnügen, desavouieren würde.
Im Einklang damit ist auch sein Verhalten am Ende des Abenteuers auf der San Dominick zu sehen: Den Abgrund, der sich vor ihm auftut, will er in dem Moment nicht länger wahrhaben, als die Gefahr gebannt ist. Wichtig ist für ihn am Ende allein das physische Überstehen der Bedrohung; eben darin findet er erneut seine Zuversicht bestätigt.
Hinter seinem naiven Selbstvertrauen steckt indes darüber hinaus ein kindlich-unreflektiertes Vertrauen in die göttliche Vorsehung, ohne dass der protestantische amerikanische Kapitän fähig ist, tiefergehende religiöse Gefühle zu entwickeln. Als Don Cereno ein solches tieferes religiöses Empfinden angesichts der wundersamen Rettung der beiden ausdrückt, schweift Delano sofort ab. Seine Zuversicht speist sich nicht aus einem religiösen Glauben; sie ist autark, fußt allein auf weltlichen Erfahrungen und bleibt daher auf das äußerlich Sicht- oder Greifbare beschränkt.
Delanos Weltsicht spiegelt sich gleichermaßen in seinem Verhältnis zur Natur: Alle grauen, unheilsschwangeren Farbtöne an dem Morgen, an dem die Erzählung einsetzt, entgehen ihm; den für den Leser spürbaren inneren Zusammenhang der vom Erzähler geschilderten Atmosphäre zu dem nachfolgenden Drama des Tages realisiert er nicht.
Einzig die friedvolle Stimmung am Abend kurz vor dem Ausbruch des menschlichen Infernos wirkt auf ihn ein; am Ende des Tages kann er freilich dem religiösen Gefühl, das Don Cereno angesichts der vorangegangenen Erlebnisse und Erfahrungen in sich spürt, nichts anderes entgegensetzen als das Bild einer besänftigten Natur, deren trügerischen Charakter Delano als Seemann eigentlich kennen müsste.
Durch die ironische Durchbrechung der naiven Geisteshaltung des Amerikaners Delano, wie sie vornehmlich im ersten Teil der Erzählung zum Tragen kommt, wird zugleich deutlich, dass dessen sancta simplicitas („heilige Einfalt“) keineswegs das Rezept zur Überwindung des Bösen auf der Welt darstellt. Delanos Herumirren auf dem verwunschen erscheinenden spanischen Schiff, das ihm beim Auseinanderfallen der Balustrade fast das Genick bricht und in das Labyrinth eines heillosen, undurchdringlichen Durcheinanders bringt, kann losgelöst von dem spezifischen Kontext der Episode auf der San Dominick sehr wohl als allgemeines Sinnbild für den rastlosen Menschen gedeutet werden, der sich in einem unerklärlichen und bedrohlichen Universum befindet. Eine derartige sinnbildliche Deutung trifft jedoch nicht die zentrale Aussage der Erzählung und kann nicht als deren Hauptthema verstanden werden, da die ironische Brechung der Perspektive Delanos in einem solchen Interpretationsansatz unberücksichtigt bliebe.
Wird im ersten Teil der Erzählung im Hinblick auf die Titelfigur vor allem das grauenhafte Schicksal und die zutiefst verletzte Menschlichkeit des entmachteten Don Cerenos in den Vordergrund gerückt, so werden in dem abrupt einsetzenden Gerichtsprotokoll des zweiten Teils von einem unparteiischen Standpunkt aus zusätzlich aufschlussreiche Details der Meuterei nachgetragen. Der Ton der Erzählung ist hier der Situation entsprechend eher farblos und nüchtern; auf den ersten Blick enthält das im Text dargestellte Gerichtsdokument außer den nackten Tatsachen keine weitergehende Interpretation oder Kommentierung der Geschehnisse.
Dennoch zeigt der zweite Teil eine von vornherein eindeutige Perspektive, die eine paradoxe Erläuterung und Hervorhebung der inneren Motive der angeklagten Sklaven beinhaltet: Die Schwarzen werden vor dem Gerichtshof in Lima, der die Macht der Weißen, ihrer Kirche und des Weltreichs Spanien repräsentiert, von Anfang an für schuldig erklärt. Da sie vor diesem Gericht keinerlei Rechte in Anspruch nehmen können, dienen ihre Aussagen allein der Beurteilung des Ausmaßes ihrer jeweiligen individuellen Schuld; als Kollektivschuld steht diese bereits fest. In dieser Hinsicht handelt es sich um ein bloßes Scheingericht.
Die besondere Aussagekraft der Darstellung im zweiten Teil liegt vor allem darin, dass die gegen die Schwarzen angeführten Beweise auch eine andere Lesart zulassen: Das Recht von Lima ist ironischerweise der höheren Instanz einer universellen menschlichen und zugleich poetischen Gerechtigkeit unterstellt. Der Leser stößt stets auf die gleichen Aussagen: Der Aufstand der Schwarzen war eine spontane Rebellion, die in ihrem Freiheitsstreben gegen die Weißen gerichtet war und nicht von allen Schwarzen gleichermaßen entschlossen ausgeführt wurde, von sämtlichen Sklaven aber in gleicher Weise begrüßt und geteilt worden ist. Das Motiv für den gewalttätigen Aufstand lag in dem spontan aufflammenden Hass gegen die weißen Unterdrücker und diente gleichzeitig ihrer Absicht, nach Afrika zurückzukehren.
Nach den Morden während der Meuterei selbst ließen sich die schwarzen Sklaven nur noch in Kurzschlusshandlungen zum Töten hinreißen aus Angst vor dem Scheitern ihres Planes. Dementsprechend wurden beispielsweise die schwarzen Frauen davon abgehalten, ihrem Hass durch Quälereien oder willkürliches Töten Luft zu verschaffen. Wurden weitere weiße Matrosen aus Angstreaktionen heraus getötet, so lag dem die durchaus triftige Einschätzung zugrunde, dass die weiße Besatzung nur aus Angst um ihr eigenes Leben davon abzubringen sei, die Sklaven wieder in ihre Gewalt zu bekommen. Insofern war auch Babos Plan, Delanos Schiff zu erobern, letztlich nur ein verzweifelter Versuch, mit einem manövrierfähigen Schiff die Rückkehr nach Afrika zu ermöglichen. Auch die Tötung Don Alexandro Arandas erfolgte erst nach längeren Beratungen der schwarzen Sklaven, da sie sich ansonsten ihrer Freiheit nicht sicher glaubten und ein warnendes Beispiel für die übrigen Weißen statuieren wollten. Die Verwendung von Arandas Skelett als Galionsfigur ist daher weniger als Revolte gegen einen einzelnen Sklavenbesitzer zu verstehen, sondern eher als Gegensymbol zur Herrschaft der Weißen allgemein zu begreifen – zusammen mit dem Motto „Folgt eurem Führer“ lässt sich hierin ein sarkastischer Bezug auf die christliche Vorstellung von der Gleichheit aller Menschen vor und nach dem Tode sehen.
Dieses Detail stellt ein deutliches Kurzsymbol für die Intention oder Zielrichtung des Aufstands der Schwarzen dar und enthüllt zumindest Babos klare Vorstellung von der Art des Kampfes, den er zu führen gewillt war.
Einer Deutung, die ausschließlich auf die Grausamkeit Babos und seiner Gefolgsleute abhebt, liegt bewusst oder unbewusst eine Sentimentalisierung der Lage der Weißen und ihres Kapitäns Cereno zugrunde. Dem Inferno der Revolte ging das von den Weißen geschaffene Inferno der Sklaverei voraus. Bezeichnenderweise zeigen die Schwarzen in der Erzählung Melvilles weniger heimtückische Rachgier als die Weißen nach der Rückeroberung der San Dominick. Sogar der Plan, der Cereno als entmachteten Kapitän in seine qualvolle Rolle bringt, ist nicht einer Freude am Quälen geschuldet, sondern aus einer praktischen Notwendigkeit heraus entstanden. Demgemäß kann auch Babos Schweigen während der Verhandlung aus gutem Grund als Ausdruck des Vertrauens in die innere Berechtigung seines Handelns wie jedoch auch der Hoffnungslosigkeit verstanden werden, von einem weißen Gericht Verständnis oder eine übergreifende Gerechtigkeit erwarten zu können.
In diesem Sinne wäre Babos Schweigen als ein Urteil über seine Richter zu verstehen. So zeigt das kastilianische Wappen gleichsam wie ein Motto an, dass es um Unterdrückung geht – die Ambivalenz der Masken deutet auf die verschüttete Menschlichkeit in einer derartigen Beziehung. Vor diesem Hintergrund lässt sich Babos Charade ebenso als sarkastische Verdeutlichung der ansonsten den Weißen vorbehaltenen Rolle des Unterdrückers verstehen.
Darüber hinaus trägt neben dem Gericht in Lima auch Cerenos Reaktion auf die aufständischen Schwarzen in der Revolte wesentlich dazu bei, den berechtigten Freiheitsdrang der Sklaven indirekt darzustellen. Don Cereno wird als spanischer Kommandant sowohl psychologisch wie auch als Repräsentant der Alten Welt dem Amerikaner Delano gegenübergestellt. Delanos unerschütterlichem Optimismus und dessen gleichsam jugendlicher Freude an Kraftäußerung und -bewährung setzt Cereno in seinem historischen Bewusstsein die Erwartung unveränderbarer Machtverhältnisse entgegen, die auf weit zurückreichenden Traditionen beruht und eine individuelle oder persönliche Bewährung an sich überflüssig macht.
Aus diesem Grunde ist Don Cereno nach seiner Entmachtung von Beginn des plötzlichen Umsturzes an völlig gelähmt; für ihn ist die weltliche und geistige Autorität einer ganzen Weltordnung ins Wanken geraten, wohingegen Delano nur eine begrenzte Gefährdung wahrnimmt. Don Cereno ist als Spanier und überzeugter Katholik der typische Vertreter einer dekadenten Welt, in der die herrschende aristokratische Schicht aufgrund ihrer konstitutionellen Schwäche überaus empfindsam und pessimistisch ist. Sein christliches Sündenbewusstsein trägt zusätzlich dazu bei, diese historisch über einen langen Zeitraum gewonnene Skepsis den Menschen gegenüber weiter zu verstärken.
Metaphorisch werden diese Merkmale in der Erzählung sehr sorgfältig zum Ausdruck gebracht in einer Reihe von Motivketten, die in ihren verschiedenen Besonderheiten wiederum an die probaten Mittel der gothic novel erinnern. Bereits als das spanische Schiff sichtbar wird, folgt dem anfänglichen Vergleich mit einem Kloster eine Fülle von Verfallsmetaphern wie Erinnerungen an überholte Goldschiffe, untaugliche Kriegsfregatten, verlassene Paläste, Prachtbalkone oder Staatskabinen, die ein einprägsames Bild der verblassten Größe des Wappens von Kastilien und Leon hervorrufen. An Bord der San Dominick erkennt Delano überall die Zeichen und Chiffren eines moribunden Verfalls und einer allumfassenden Verwahrlosung. Gleich zu Beginn wird ihm bewusst, das das einstige stolze Kriegsschiff zum bloßen Transporter heruntergekommen ist; symbolisch steht dies für den Niedergang der spanischen Weltmacht. Die ostentativen, indes theatralisch hohlen Insignien der Macht bei Benito Cereno unterstreichen ebenfalls ironisch die Ohnmacht des vorherigen Weltreiches: sein betont üppiges Gewand, seine leere, reichbesetzte Säbelscheide und der Schlüssel für die Ketten des königlichen Schwarzen Atufal zollen nur noch dem Anschein nach den Königen Spaniens ihren Tribut.
Die Hohlheit der alten Machtsymbole wird umso direkter in der Rasierszene unterstrichen: Wie zufällig wird die spanische Flagge zum Rasieren benutzt; zudem zögert Don Cereno angesichts eines jeden Vorfalls, der eigentlich die uneingeschränkte Autorität seines Amtes auf den Plan rufen müsste. Die tatsächlichen Machthaber, die axtschleifenden Ashantis, verbergen demgegenüber ihre Macht und Kontrollfunktion unter dem Deckmantel einer Dienstleistung; die historische Ohnmacht Spaniens wird damit eng an die persönliche Entmachtung Don Cerenos gekoppelt. Sein Ohnmachtsanfall an dieser Stelle ist wiederum dem erzähltechnischen Repertoire des Schauerromans entnommen und zielt hier auf das Versagen des Bewusstseins von Don Cereno in Bezug auf die bisher verdrängte, nun jedoch an Bedeutung gewinnende Erkenntnis einer Wirklichkeit, die sich nicht in sein bisheriges Weltbild einfügen lässt.
Noch weitaus hintergründiger wird dieses Motiv der Ohnmacht durch die religiösen Bilder und Metaphern verstärkt. Die vor dem Hafen von Santa Maria in Chile einsetzende Handlung der Erzählung verknüpft schon den ersten Anblick des spanischen Schiffes mit einer ambivalenten religiösen Metapher, in der sich das „matin light“ (= das herüberblinkende Kajütenlicht) und die „sinister intriguante“ (= die listenreiche Schöne von Lima) die Waage halten. Dieser bildhaft metaphorische Ansatz wird in den folgenden Erzählpassagen weiter entfaltet mit Impressionen eines weißgetünchten Klosters („white-washed monastery“), eines Schiffes voller Klosterbrüder („ship-load of monks“) und mehrerer Gestalten in dunklen Kutten, die Dominikanermönchen ähnlich durch Kreuzgänge schreiten („Black Friars pacing the cloisters“). Die Erzählung endet mit dem Rückzug Cerenos in das Kloster auf dem Berg Agonia, der Namensbedeutung gemäß dem Berg der Agonie, mithin des Todeskampfes und der Todesangst.
Das Mönchsmotiv durchzieht beharrlich die gesamte Erzählung; an einer Stelle wird sogar Babos Kleidung mit der eines franziskanischen Bettelmönches verglichen („begging friar of St. Francis“). Gleichermaßen bedeutungsvoll ist ferner der sich Delano aufdrängende Vergleich Cerenos mit Karl V. von Spanien, der nach dem Scheitern seiner Bemühungen um die Wiederherstellung eines christlichen Einheitsreiches sich resigniert von der Welt zurückzog. Mit diesen metaphorischen Analogien wird die enge Verzahnung von weltlicher und kirchlicher Macht in besonderer Weise herausgestellt. Diese Machtverflechtung findet weiterhin ihren Ausdruck in der Beschreibung des Gerichtes in Lima, das als zum „Heiligen Kreuzzug im hiesigen Bistum“ („Holy Crusade of the Bishoprick“) gehörend beschrieben wird.
Die deutlich hervorgehobenen Namensverweise lassen den hellhörig gewordenen Leser in der Rasierszene die eindeutigen Requisiten einer spanischen Inquisition erkennen, die vom Missale über das Kruzifix und Taufbecken bis hin zu den Folterinstrumenten reichen. Darüber hinaus hatten die Dominikaner, die symbolisch in dem Namen des spanischen Schiffes, der San Dominick anklingen, historisch eine enge Beziehung zur Inquisition. In ähnlicher Weise evozieren die übrigen, in der Geschichte verstreuten christlichen Bilder die Erinnerung an die Inquisition und den Sadismus dieses berüchtigten Instrumentes der christlichen Welt zur ausdrücklichen Eroberung des Erdballs und Sicherung der Weltherrschaft. Auf diesem Hintergrund ist der bittere erzählerische Kommentar unüberhörbar, der in der Gleichsetzung der Inquisition mit der verzweifelten Kriegslist der aufständischen Schwarzen zu vernehmen ist.
Die weiteren christlichen Motive enthalten ebenfalls zumeist ironische Untertöne: Schon der Name der Titelfigur Benito Cereno birgt in sich einen sarkastischen Kommentar: „benito“ (gleich „gesegnet“) ergibt zusammen mit dem Anklang an „sereno“ (gleich „heiter“) einen denkbar ungeeigneten Namen für den spanischen Kapitän, der zwar barmherzig in dem Kloster auf dem Berg „Agonia“ aufgenommen und fürsorglich von dem Mönch Infelez („infeliz“ gleich „unglücklich“) betreut wird, dennoch auch hier keinen Trost findet und drei Monate nach der Gerichtsverhandlung im Alter von nur 29 Jahren verstirbt.
Die christliche Religion hat Cereno offensichtlich weder Stärkung noch Heilung verschaffen können; ebenso wenig hat sie die Schwarzen vor Entwürdigung bewahrt oder in christlicher Brüderlichkeit und Barmherzigkeit geformt, wie das Beispiel des Mulatten Francesco zeigt, der einer der skrupellosesten Aufständischen ist, obwohl er zuvor im Kirchenchor gesungen hat. Auch aus dieser Sicht erscheint die an der San Dominick anstelle einer Galionsfigur angebrachte Aufschrift „Sequid vuestro jefe“ („Folgt eurem Führer“) als eine bewusst intendierte sarkastische Anspielung auf das missionarische Sendungsbewusstsein der Weißen. Diese Aufschrift spielt mit der christlichen Vorstellung vom Tod als Erlösung, der die schwarzen Sklaven ihre Befreiung im Leben entgegensetzen.
Melvilles Erzählung weist mit diesen zahlreichen Bildern und Motiven wie auch mit den vielfältigen Machtmetaphern eine planvoll dosierte ironische Funktion auf. Interpretationsversuche in der Sekundärliteratur, die den Ambiguitäten und Ironien des Textes die christlichen Motive als positive Folie entgegenhalten, lassen die anklägerische Intention der Ironie dieser Bilder und Motive völlig außer Acht. Wenn beispielsweise apotheotisch die Figur des Don Aranda als Charakter in der wahren Nachfolge Christi gedeutet wird oder Don Cereno als imposante Christusfigur verstanden wird, um derart die Erzählung in ihrem Zentrum als Erlösungsmythos zu begreifen, der seinen Höhepunkt in der Bekrönung des Berges Agonia findet, wird die ironische Bedeutung dieser Motive übersehen oder missverstanden. Der Sinn der christlichen Anspielungen wird damit in ein Schema gepresst, das sie als bloßes Begleitmotiv für das vermeintliche Hauptthema der Erzählung annektiert.
Die Erzählung stellt unverkennbar das Christentum im Kontext der Geschichte nicht nur historisch, sondern auch existenziell in Frage. Don Cereno wird entsprechend von Melville als Christ im traditionellen Sinne gezeichnet; aus seinen wenigen Andeutungen über seine inneren Beweggründe sowie aus seiner lapidaren Antwort auf Delanos Frage, was einen so bleibenden Schatten auf seine Seele geworfen habe („The Negro“ – im engeren und weiteren Sinn), kann durchaus geschlossen werden, dass ihm das Sündhafte der menschlichen Natur sehr wohl bewusst ist – nicht jedoch die Umstände, die es grundsätzlich erst hervorgebracht haben.
Anders als Delano zeigt Cereno sein Erschrecken vor der ungeheuerlichen Fähigkeit des Menschen, damit jedoch vor einer Fähigkeit, die er ebenso sich selbst zurechnen lassen muss und die ihn an der menschlichen Natur verzweifeln lässt. Die Schwarzen sind für ihn zwar nicht die Verkörperung des Teufels; dennoch sieht er in ihnen das Wirksamwerden der dämonischen Macht des Teuflischen, die ihn ebenso wie die übrigen Weißen vernichtet. Melville setzt damit dem kindlichen Gottvertrauen des Amerikaners Delano den mangelnden Lebenswillen des Spaniers Cereno entgegen. Im Gegensatz zu dem lebenslustigen „bachelor“ deutet Cerenos Haltung auf das voraus, was er am Ende der Geschichte tatsächlich wird: der Mönch in Melvilles Gegen-Chiffre.
Cereno als Titelfigur kann die Widersprüche der menschlichen Natur ebenso wenig ertragen wie die Spannungen in dieser Welt und zerbricht an ihnen, als seine Institutionen ihn nicht mehr schützen können. Sein christlicher Glaube erlaubt keine Auseinandersetzung mit der komplexen Realität, sondern hat deren Aufhebung zur Folge, die sich wie bei Delano als Vereinfachung und Wirklichkeitsflucht äußerst, allerdings in weniger naiver Form.
In verschiedenen klassischen Interpretationen der Geschichte ist Cerenos Bild des Schwarzen, obwohl es einzig eine voreingenommene und emotional zudem stark belastete Teilperspektive darstellt, mehrfach als Grundlage für die Deutung einer übergreifenden symbolischen Struktur der Erzählung herangezogen worden. Demnach verkörpere der Schwarze schon aufgrund seiner Farbe allegorisch die Kräfte der Dunkelheit, die unvermittelt aus dem Schiffsrumpf auf der Arena des Meeres hervorbrechen, um Delanos und Cerenos besänftigendes, fälschlich harmonisierendes Bild von der Realität durch eine unmittelbare Konfrontation mit der Macht des Bösen in Frage zu stellen. Auch in dieser Erzählung zeige sich damit Melvilles Vorliebe für das Bedrohliche und Unergründliche in der Natur des Menschen. Unbeachtet bleibt in einer solchen Ausrichtung der Gesamtdeutung von Benito Cereno jedoch, dass Melville mit Babo auf weitaus mehr zielt als auf eine Variante des Byronschen Helden, dessen Hysterie und Pathos Babo völlig fehlen. Babos vermeintlicher Satanismus beruht auf einem perspektivischen Missverstehen seiner mitunter sarkastisch übersteigerten Ironie und seines klaren Bewusstseins.
Möglicherweise hat Melville in seiner Erzählung die psychologischen Auswirkungen der Sklaverei verkannt und romantisch auf einen heroischen Freiheitswillen projiziert, wie von einigen Kritikern und Interpreten der Geschichte behauptet wird; keineswegs hat er aber bedenkenlos „die Schwarzen“ mit dem metaphysisch Dunklen und Bösen gleichgesetzt, wie dies in einigen Deutungen der Erzählung kritisiert wird. Eine solche Ausdeutung der Geschichte fußt auf einem willkürlichen Hineintragen werkfremder Gemeinplätze oder auf Analogieschlüssen aus anderen Werken, die der unverwechselbaren Besonderheit dieser Erzählung Melvilles nicht gerecht werden. Auch die als Beleg herangezogenen animalischen Bilder in Bezug auf die Schwarzen haben wenig Beweiskraft, da sie nicht nur in sich ambivalent sind, sondern auch durch Delanos begrenzte Perspektive bestimmt sind. Selbst das auffällige Bild, das bei der Rückeroberung der San Dominick die Schwarzen mit Wölfen und die Weißen mit bleichen Racheengeln vergleicht, ist noch durch Delanos Sichtweise kontaminiert, der das Geschehen überdies nur aus der Ferne verfolgt. Darüber hinaus wird dieser Vergleich zuvor metaphorisch und ebenso durch den Handlungsverlauf unterlaufen. Unmittelbar vor dem Wolfsbild findet sich ein Vergleich der Weißen mit Schwertfischen, die in einem Schwarm wehrloser Fische ein Blutbad anrichten. Zudem kämpfen die weißen Matrosen nicht zuletzt so tapfer, weil ihnen für die Festsetzung der Sklaven ein reichhaltiger Lohn versprochen wurde. Demgemäß wird der Schwarze in dieser Textpassage mit einer Ware, nicht jedoch mit einem Prinzip gleichgesetzt.
Auch aus den Veränderungen, die Melville an seiner Vorlage, dem Reisebericht des realen Kapitän Delano, vornimmt, ist keine eindeutige Verstärkung des Schwarz-Weiß-Gegensatzes zu entnehmen. Zufällige Charaktereigenschaften bei Cereno wie seine Grausamkeit, Heimtücke oder Undankbarkeit weichen in Melvilles Erzählung einer exemplarischen Verdichtung, um das, was er als Autor in der Sklaverei sieht, nicht auf eine persönliche Eigentümlichkeit zurückführen zu müssen. Ähnlich verwandelt er den in der Quelle als habgierig und streitsüchtig darstehenden Delano in einen mildtätigen, geläuterten Charakter. Aus einer Reihe verbreiterter Sklavennamen wählt Melville den Namen Babo, der offensichtlich im Klangbild eine doppelte ironische Anspielung an die Figur des Iago in Shakespeares Othello einerseits und an einen baboon (dt.: Pavian) enthält, und macht diesen zu einem dramatischen Helden, dessen innere Konsequenz durch den erfundenen Sprung in das Walfangboot unterstrichen wird.
Betrachtet man die sprachliche Gewichtung, die ironisch unterlaufene Metaphorik und die sich selbst entlarvende Perspektive, so wird damit ein Zentrum der Erzählung umrissen, das trotz ausgesparter Selbstdarstellungen oder Rechtfertigungen in den Erzählkommentaren nicht zuletzt in dem Anspruch und der Herausforderung der revoltierenden Schwarzen liegt.

## Werkgeschichtliche Zusammenhänge
Erstmals 1855 in Putnam’s Monthly Magazine veröffentlicht, entstand Benito Cereno in einer Schaffensphase, in der Melville bemüht war, seine Enttäuschung über den Misserfolg des von den Kritikern verrissenen Romans  Pierre: or, The Ambiguities aus dem Jahre 1852 und die ausbleibende nachhaltige Anerkennung seines Meisterwerks  Moby Dick aus dem Jahre 1851 durch Versuche mit kürzeren Prosaformen zu verarbeiten. In dem Zeitraum zwischen 1853 und 1856 publizierte er nur kürzere Erzählungen oder Prosastücke in literarischen Zeitschriften, mit Ausnahme der über weite Strecken dokumentarischen Lebensgeschichte von Israel Potter (1855). Mehrere dieser Erzählungen, darunter neben Benito Cereno auch Billy Budd und Bartleby the Scrivener, wurden 1855 in Buchform in dem Sammelband The Piazza Tales zusammengefasst.
Aus heutiger Sicht ist nicht mehr zu klären, ob es Melville dabei vornehmlich um ein literarisch-künstlerisches Anliegen ging oder ob es seine Absicht war, ein anderes Lesepublikum anzusprechen. Direkte Äußerungen Melvilles über seine Intentionen oder begründete Vermutungen in dieser Hinsicht sind nicht überliefert. Bezieht man freilich Melvilles Bewunderung für Nathaniel Hawthornes Erzählungen in die Betrachtung ein und geht von den charakteristischen inneren Merkmalen dieser Prosawerke aus, so spricht einiges für die Annahme eines ernsthaften künstlerischen Bemühens Melvilles bei der Gestaltung seiner kürzeren Erzählungen.
Obwohl diese kürzeren Prosaformen Melvilles in der Literaturkritik und literaturwissenschaftlichen Sekundärliteratur lange Zeit weitgehend vernachlässigt wurden, zeichnen sie sich durch eine große Spannweite und Experimentierfreudigkeit des Autors aus. So finden sich eher flüchtige Charakter- oder Situationsskizzen wie Jimmy Rose, The Fiddler neben gedrängten, historisch stilisierten Parabeln wie The Bell-Tower.
In The Encantadas gestaltet Melville ein philosophisch-szenisches Naturtheater, während er in unterschiedlichen Mischformen aus Essay und Kurzgeschichte teils ironisch-verspielte, teils pathetisch-sentimentale Werke verfasste, so etwa I and My Chimney, Cock-a-Doodle-Dool, The Two Temples, The Piazza. Die zwei Jahre zuvor entstandene Erzählung Bartleby the Scrivener kann als bereits konsequent ausgestaltete Großstadtparabel mit beinahe kafkaesken Zügen verstanden werden.
Über dreißig Jahre später unternahm Melville in seinem kleistisch strengen Spätwerk mit der erst 1924 wiederentdeckten Seenovelle Billy Budd den Versuch, das letzte Glied in der vielschichtigen Reihe seiner kürzeren Erzählwerke auszuformen. Wenngleich Billy Budd tendenziell auch dem Genre des Romans zugerechnet werden kann, zeigt sich hier dennoch das gleiche literarische Streben nach künstlerischer Verdichtung und ausgeprägter Kontur, das charakteristisch für Melvilles Prosawerk zwischen 1853 und 1856 ist. Erste Ansätze finden sich ebenso in „The Town-Ho’s Story“ in Moby Dick oder im Enceladus-Traum in Pierre; Anklänge sind gleichfalls in eigenmächtigen Geschichten wie beispielsweise Indian Hater und auch der episodischen Struktur des Sammelwerkes The Confidence-Man von 1857 enthalten, in das diese Kurzgeschichten eingeflochten sind.
Benito Cereno ist das längste in diese Reihe von Melvilles kürzeren Erzählungen; eine ähnliche thematisch und erzähltechnisch komplexe Form wie Benito Cereno mit sehr widersprüchlichen Deutungsmöglichkeiten weisen nur Bartleby und Billy Budd auf. Diese drei Erzählungen Melvilles halten durchaus im Hinblick auf die poetische Sprachkraft und thematische Universalität oder Welthaftigkeit einem Vergleich mit Moby Dick stand und können zu den exemplarischen Werken wie auch klassischen Höhepunkten der amerikanischen Erzählkunst nicht nur des 19. Jahrhunderts gezählt werden.

## Entstehungsgeschichtlicher Hintergrund
In den 1850er Jahren waren Aufstände oder Meutereien auf einem Sklaven befördernden Schiff kein weit hergeholtes Thema für literarische Werke. So war der spanische Schoner La Amistad mit 50 Sklaven an Bord im Jahre 1839 der Schauplatz für einen Sklavenaufstand während der Fahrt zwischen zwei kubanischen Häfen, bei dem zwei Mitglieder der Besatzung umgebracht wurden. Ein amerikanisches Marineschiff kaperte die Amistad, die vor Long Island von ihrem Kurs abgekommen war. Es folgte eine längere juristische Auseinandersetzung bis zum Supreme Court, dem höchsten amerikanischen Gericht, in dem es John Quincy Adams 1841 in dem Verfahren der Vereinigten Staaten gegen die Amistad gelang, mit einer höchstrichterlichen Entscheidung die Freilassung der Sklaven durchzusetzen.
In demselben Jahr beförderte die amerikanische Creole Sklaven von Virginia nach New Orleans, als 19 schwarze Sklaven einen weißen Matrosen töteten und das Schiff in ihre Gewalt brachten, um danach Kurs auf die Bahamas zu nehmen. Auch in diesem Fall wurden die Sklaven freigelassen auf Grundlage des British Act of Emancipation von 1833. Der Anführer dieses Sklavenaufstandes, Madison Washington, wurde rund ein Jahrzehnt später im März 1853 zum Helden der Novelle The Heroic Slave von Frederick Douglass, die im North Star, einer gegen die Sklaverei ausgerichteten Zeitschrift, veröffentlicht wurde.

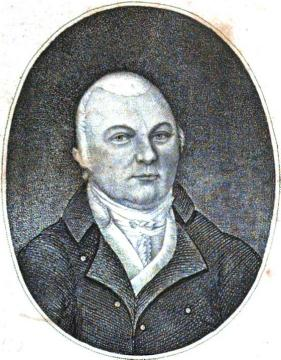
Porträt von Amasa Delano, 1817

Melvilles wesentliche Quelle und Vorlage für seine Erzählung waren die Erinnerungen des realen Kapitäns Amasa Delano, die 1817 als Reisebericht unter dem Titel A Narrative of Voyages and Travels, in the Northern and Southern Hemispheres: Comprising Three Voyages Round the World; Together with a Voyage of Survey and Discovery, in the Pacific Ocean and Oriental Islands erschienen waren.
Der Kern des Handlungsgeschehens in Melvilles Erzählung findet sich bereits in Delanos Reisebericht, in dem er berichtet, wie das unter seinem Kommando stehende Schiff Perseverance am 20. Februar 1805 in der verlassenen Hafenbucht der Insel St. Maria auf das spanische Sklavenschiff Tryal stieß, dessen Sklaven nach einer Meuterei die spanischen Matrosen überwältigt hatten.
Melville übernahm verschiedene Teile des von Delano berichteten Geschehens nahezu unverändert in seiner Erzählung, schmückte die Ereignisse jedoch aus und veränderte die Darstellung der Ereignisse an verschiedenen Stellen. So datiert er die Ereignisse auf das Jahr 1799 und fügt eine detaillierte Beschreibung des heruntergekommenen spanischen Schiffes ein, die in Delanos ursprünglichem Bericht fehlt. Ebenso ersetzt er die Namen der realen Schiffe Perseverance und Tryal durch seine eigenen dichterischen Erfindungen Bachelor‘s Delight und San Dominick.
Während der reale Delano das spanische Schiff in Begleitung seines Fähnrichs Luther aufsuchte, begibt sich Melvilles Erzählfigur des Kapitän Delano allein an Bord des Sklavenschiffs. Weiterhin ergänzte Melville den Reisebericht des tatsächlichen Kapitäns Delano um fiktive, von ihm erfundene Szenen wie beispielsweise die Rasur Cerenos durch Babo, das Auftreten der hünenhaften Gestalt des königlichen Schwarzen Atufal mit einem eisernen Kragen um seinen Hals, das Funkeln des Edelsteins unter dem Kittel des spanischen Matrosen oder die gemeinsame Mahlzeit mit Cereno an Bord der San Dominick.
Ebenso änderte Melville den Namen des schwarzen Kammerdieners von Muri in Delanos Reisebericht zu Babo in seiner Erzählung. Auch der Angriff der zwei schwarzen Sklaven auf den jungen spanischen Matrosen und das Schlingen eines gordischen Knotens durch den älteren spanischen Matrosen wurden von Melville als weitere fiktive Szenen in seiner Erzählung ergänzt.
Darüber hinaus wandelte Melville das Ende der Begegnung der beiden Kapitäne auf der San Dominick um: der Sprung Cerenos in das Walfangboot Delanos, der Versuch Babos, Don Cereno zu erstechen und das auf dem Vorderschiff als Galionsfigur aufgehängte Skelett des ermordeten Sklavenbesitzers Don Arandas, das im Mondlicht riesenhafte gerippte Schatten auf das Wasser wirft, sind dichterische Ergänzungen Melvilles in seiner Erzählung Benito Cereno. Auch die Entmachtung Cerenos als Kapitän vor der Begegnung mit Delano und sein späterer Aufenthalt und Tod in einem Kloster am Ende der Erzählung gehören zu den literarischen Ausschmückungen Melvilles.
Trotz der unverkennbaren Anlehnungen im Handlungsverlauf des Kerngeschehens von Benito Cereno an den Reisebericht des realen Kapitän Delano beschränkt sich Melvilles dichterische Leistung allerdings nicht auf die Ergänzung einzelner Szenen und Episoden oder die Ausschmückung verschiedener Details, sondern stellt eine eigenständige literarische Leistung dar, die seiner Erzählung eine besondere Aussagekraft und gänzlich neue Bedeutung verleihen.
So werden vor allem der Charakter seiner Titelfigur und des schwarzen Kammerdieners Babo völlig neu gestaltet; ebenso entwirft Melville in seiner Erzählung ein dicht verflochtenes Netz von Metaphern, bildhaften Vergleichen und Analogien sowie Symbolen, die den realen Reisebericht transzendieren.

## Rezeption
In zeitgenössischen Rezensionen der Piazza Tales gehörte Benito Cereno neben Bartleby, the Scrivener und The Encantadas zu den am meisten gelobten Erzählungen dieser Sammlung Melvilles, wobei die Kritiker in der Regel den Sammelband als Ganzes rühmten, ohne im Detail die einzelnen Erzählungen eingehender zu besprechen.
Die Zeitschrift Republican aus Springfield zählte in ihrer Rezension vom 9. Juli 1856 die Sammlung zu den besten Werken Melvilles und hob vor allem den Einfallsreichtum, die schillernde und ertragreiche Vorstellungskraft und den klaren und transparenten Stil des Autors hervor. In der Kritik in The Athenaeum vom 26. Juli des Jahres wurde die gleichsam ungestüme und nahezu gespenstische Vorstellungskraft des Verfasser positiv herausgestellt. Auch die United States Democratic Review lobte in ihrer Kritik in der Septemberausgabe 1856 den sprachlichen Reichtum, die Lebendigkeit der Beschreibungen und die glanzvoll düstere Einbildungskraft Melvilles in diesen Erzählungen.
Die New Bedford Daily Mercury beurteilte in ihrer Rezension vom 4. Juni 1856 Benito Cereno als eine Erzählung, die mit der gebotenen Tiefe und der erforderlichen Ernsthaftigkeit gestaltet worden sei.
Die New York Tribune sah dagegen in Benito Cereno ebenso wie in The Encantadas zwar erneut gelungene Beispiele für die Seeromanzen Melvilles, die sich jedoch nicht wesentlich von anderen populären Werken dieser Art abheben würden. Die New York Times bezeichnete Benito Cereno in ihrer Ausgabe vom 27. Juni 1856 als ein melodramatisches, jedoch wenig effektvolles Werk.
In der Zeitschrift The Knickerbocker wurde die Erzählung demgegenüber als äußerst interessant beschrieben; der Leser warte während des Lesens überaus gespannt auf die Auflösung der rätselhaften Vorgänge.
Nach der anfänglich überwiegend positiven Aufnahme von Benito Cereno einschließlich der übrigen Erzählungen, die in dem Sammelband The Piazza Tales zusammengefasst waren, gerieten die Prosa-Kurzformen Melvilles lange Zeit in Vergessenheit. Erst ab den frühen 1920er Jahren rückte die Kurzprosa Melvilles wieder in das Blickfeld der Literaturkritik und vor allem der akademisch ausgerichteten Literaturwissenschaft.
In den folgenden Jahrzehnten bis in die 1970er Jahre ist die Zahl der literaturkritischen und literaturwissenschaftlichen Publikationen zu den kürzeren Erzählungen Melvilles und besonders auch zu Benito Cereno kontinuierlich angestiegen. Die Deutungen von Benito Cereno fallen dabei durchaus widersprüchlich aus und schwanken zwischen moralisch-metaphysischen Interpretationen einerseits und sozio-ökonomischen, politisch-historischen Ausdeutungen andererseits.
So wird Babo in der einen Lesart als Inkarnation des Bösen und Delano als Verkörperung des in seiner Wahrnehmung beschränkten und daher leichtfertigen, aber wohlwollenden Menschenfreundes gesehen; in der anderen Lesart werden hingegen Melvilles Sympathie für die Sklaverei und seine ambivalente Darstellung der Situation der schwarzen Sklaven in der Erzählung kritisch beurteilt.
Für Cesare Pavese ist das Meer „weit mehr als ein Schauplatz […] Es ist das sichtbare, an Analogien überreiche Antlitz der verborgenen Wirklichkeit der Dinge.“ Seine Darstellung ist keine Phantasischöpfung des Künstlers, nicht etwas, das in seinem Ermessen liegt, sondern „die einzige sinnlich fassbare Form […], in der sich nach Melvilles Ansicht das dunkle, ironische und dämonische Zentrum des Universums verkörpern kann“, also nicht nur Allegorie, sondern ein universeller Mythos.

## Ausgewählte englische Textausgaben
- Herman Melville: Benito Cereno. In: Herman Melville: The Piazza Tales. Dix, Edwards, New York 1856 (Erstausgabe in Buchform).
- Herman Melville: Benito Cereno. In: Herman Melville: The Piazza Tales. Hrsg. von E. S. Oliver. New York 1948.
- Herman Melville: Benito Cereno. A Text for Guided Research. Textkritische Ausgabe, hrsg. von J. O. Rundum. Boston 1965.
- Herman Melville: Benito Cereno. Benito Cereno. In: Melville, The Critical Heritage. Hrsg. von Watson G Branch. Routledge & K. Paul, London und Boston 1974.
- Hermann Melville's Billy Budd, "Benito Cereno", "Bartleby the scrivener", and Other Tales. Hrsg. von Harold Bloom. Chelsea House, New York u. a. 1987.
- Herman Melville: Benito Cereno. Palgrave, Basingstoke 2010.
- Herman Melville: Benito Cereno. Enhanced Books, 2014.

## Ausgewählte deutsche Übersetzungen
- Herman Melville: Benito Cereno: Erzählung. Deutsch von Richard Kraushaar. Hergig Verlag, Berlin 1938. (deutsche Erstübersetzung)
- Herman Melville: Benito Cereno Mit der Novelle vom Blitzableitermann. Übertragen von Hans Ehrenzeller und Verena Niedermann. Verlag Die Arche, Zürich 1945.
- Herman Melville: Benito Cereno. Deutsch von Richard Kraushaar. Hamburgische Bücherei, Hamburg 1947.
- Herman Melville: Benito Cereno: Die Galionsfigur der San Dominick. Deutsche Bearbeitung von Heinz Weissenberg. Michael-Verlag, Niederbieber b. Neuwied 1949.
- Hermann Melville: Benito Cereno. Übersetzt von W. E. Süskind. Auerländer Verlag, Aarau 1950.
- Hermann Melville: Benito Cereno. Hrsg. von Marianne Kesting. Insel Verlag, Frankfurt am Main 1983, ISBN 978-3-458-32344-0.
- Hermann Melville: Benito Cereno. Aus dem Amerikanischen übertragen von Günther Steinig. Martus Verlag, München 1992, ISBN 978-3-928606-03-5.
- Hermann Melville: Zwei Erzählungen. Billy Budd. Übertragen von Richard Möring. Benito Cereno. Übertragen von Hans Ehrenzeller. Edition Maritim, Hamburg 2002, ISBN 978-3-89225-464-5.

## Ausgewählte deutsche Audioausgaben
- Hermann Melville: Benito Cereno (dt.). Ungekürzte Lesung von Christian Brückner. Regie Waltraut Brückner. Aus dem Amerikanischen übersetzt von Michael Walter. Parlando Verlag, Berlin 2011, ISBN 978-3-941004-16-0.
- Hermann Melville: Benito Cereno. Übersetzt von Richard Mummendey. Gelesen von Rolf Boysen. Vorwort gelesen von Achim Gertz. Grosser & Stein Verlag u. a., Pforzheim 2007, ISBN 978-3-86735-243-7.

## Adaptionen
Eine Bühnenfassung der Erzählung Melvilles entstand 1964 von Robert Lowell im Rahmen seiner Trilogie The Old Glory. Lowells Trilogie wurde erstmals im selben Jahr in dem Off-Broadway Theater American Place Theatre in New York aufgeführt und 1976 erneut auf die Bühne gebracht. 2011 wurde Benito Cereno als Einzelstück aus der Trilogie Lowells in einem anderen Off-Broadway Theater gespielt.
Eine Gedichtfassung auf Grundlage der Erzählung wurde 1996 von Yusef Komunyakaa unter dem Titel Captain Amasa Delano‘s Dilemma verfasst und im selben Jahr in der American Poetry Review veröffentlicht.
Ein weiteres Gedicht von Gary J. Whitehead auf Grundlage von Melvilles Benito Cereno erschien erstmals 2003 in Leviathan; A Journal of Melville Studies. Dieses Gedicht wurde 2013 erneut abgedruckt in dem von der Princeton University Press verlegten Sammelband A Glossary of Chickens.

## Verfilmungen
Eine 80-minütige Verfilmung der Erzählung Melvilles wurde 1969 unter gleichnamigem Titel in französischer Sprache unter der Regie von Serge Roullet mit Ruy Guerra in der Rolle des Benito Cereno und Georges Selmark in der Rolle des Kapitän Delano produziert. Diese Filmfassung lief 1971 in den Kinos an.
Bereits 1967 entstand eine 90-minütige amerikanische Fernsehfassung als 25. Episode einer TV-Serie von Net Playhouse mit Roscoe Lee Browne und Frank Langella in den Hauptrollen.

## Ausgewählte Literatur
- Klaus Ensslen: Benito Cereno. In: Karl Heinz Göller et al. (Hrsg.): Die amerikanische Kurzgeschichte. August Bagel Verlag, Düsseldorf 1972, ISBN 3 513 022123, S. 103–117, ISBN 3-513-02212-3.
- Robert E. Burkholder (Hrsg.): Critical essays on Herman Melville's "Benito Cereno". Maxwell Macmillan International, New York 1992, ISBN 0816173176.
- Daniel Göske: Herman Melville in deutscher Sprache : Studien zur übersetzerischen Rezeption seiner bedeutendsten Erzählungen. Neue Studien zur Anglistik und Amerikanistik, Bd. 47, Lang Verlag, Frankfurt am Main, Bern, New York 1990, ISBN 978-3-631-42394-3.
- Charles E. Nnolim: Melville's "Benito Cereno" : A Study in Meaning of Name Symbolism. New Voices Pub. Co., New York 1974, ISBN 0911024131.
- William D. Richardson: Melville's "Benito Cereno": An Interpretation, with Annotated Text and Concordance. Carolina Academic Press. Durham, N.C, 1987, ISBN 0890892741.
- M. M. Vanderhaar: A Re-Examination of Benito Cereno. In: AL 40 (1968), S. 179–191.
- K. Widmer: The Perplexity of Melville‘s Benito Cereno. In: SSF, 5, (1968), S. 225–238.
- Johannes D. Bergmann: Melville's Tales. A Companion to Melville Studies. Hrsg. von John Bryant. Greenwood Press, New York, Westport, Connecticut, London 1986, ISBN 0-313-23874-X.